# Raiffeisenbank Pfaffenhofen a.d. Glonn
Die Raiffeisenbank Pfaffenhofen a.d. Glonn eG ist eine Genossenschaftsbank mit Sitz in der bayerischen Gemeinde Odelzhausen im Landkreis Dachau.

## Geschichte
Die heutige Raiffeisenbank Pfaffenhofen a.d. Glonn eG wurde am 28. Januar 1910 in Pfaffenhofen an der Glonn gegründet und fusionierte zuletzt im Jahr 1971 mit der Raiffeisenkasse Wiedenzhausen eGmbH mit dem Sitz Wiedenzhausen. Bereits im Vorjahr fusionierte die damalige Raiffeisenkasse Pfaffenhofen a.d. Glonn eGmbH mit der Raiffeisenbank Sittenbach-Odelzhausen und Umgebung eGmbH mit dem Sitz in Odelzhausen.
Mit Eintragung vom 30. April 1997 wurde der Sitz von Pfaffenhofen nach Odelzhausen verlegt.

## Rechtsverhältnisse
Die Raiffeisenbank Pfaffenhofen a.d. Glonn eG ist im Genossenschaftsregister beim Amtsgericht München unter GnR 2357 eingetragen.

## Organisationsstruktur
Rechtsgrundlagen sind das Genossenschaftsgesetz und die durch die Vertreterversammlung beschlossene Satzung. Organe der Bank sind der Vorstand, der Aufsichtsrat und die Vertreterversammlung.

## Sicherungseinrichtung
Die Raiffeisenbank Pfaffenhofen a.d. Glonn eG ist der amtlich anerkannten Sicherungseinrichtung des Bundesverbandes der Deutschen Volksbanken und Raiffeisenbanken GmbH und der zusätzlichen freiwilligen Sicherungseinrichtung des Bundesverbandes der Deutschen Volksbanken und Raiffeisenbanken e.V. angeschlossen.

## Geschäftsausrichtung
Die Raiffeisenbank Pfaffenhofen a.d. Glonn eG betreibt das Universalbankgeschäft. Im Verbundgeschäft arbeitet sie mit der DZ Bank, R+V Versicherung, Bausparkasse Schwäbisch Hall, Teambank, VR Leasing, DZ Hyp und der Union Investment zusammen.

## Geschäftsgebiet
Das Geschäftsgebiet liegt im Westen des Landkreises Dachau und im Norden des Landkreises Fürstenfeldbruck.
An diesen Orten betreibt die Bank Filialen:
- Odelzhausen (Hauptstelle, jur. Sitz)
- Pfaffenhofen an der Glonn (Geschäftsstelle)
- Wiedenzhausen (Geschäftsstelle)
- Egenhofen (Geschäftsstelle)